# Djidian
Djidian est une localité et une commune rurale malienne, chef-lieu d'arrondissement dans le cercle de Kita et la région de Kita.

## Villages
La commune s'étend sur 13 localités relevées lors du recensement général de 2009. 
Les villages les plus peuplés sont :
- Djidian (4 449 habitants) ;
- Dougourakoroba (1 785 habitants) ;
- Sandjianbougou (1 405 habitants).